# Rhus allophyloides
Rhus allophyloides là một loài thực vật có hoa trong họ Đào lộn hột. Loài này được Standl. miêu tả khoa học đầu tiên.